# Livia (madre de Catón)

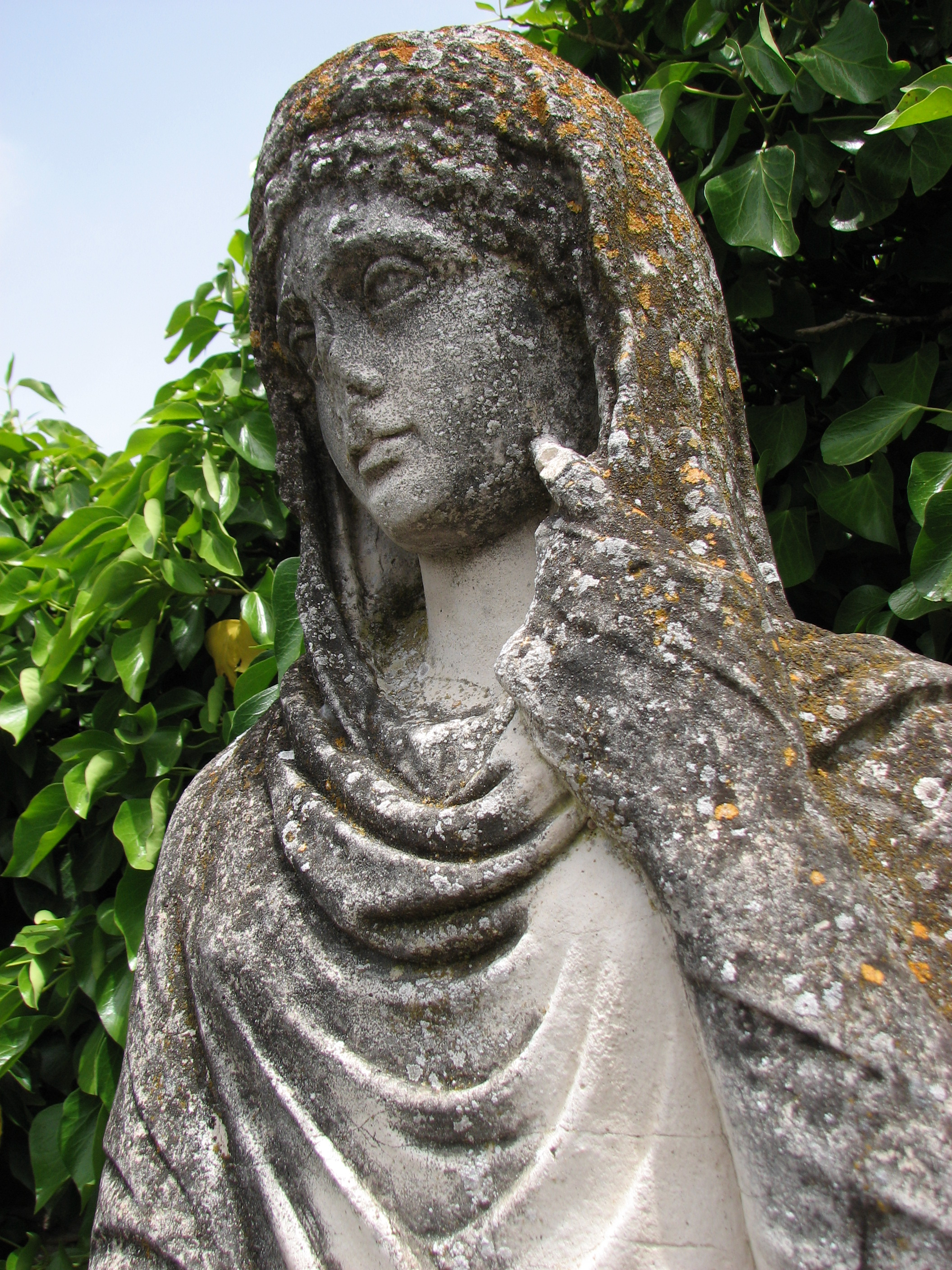
Estatua de una mujer romana

Livia fue una dama romana del siglo I a. C., perteneciente a la gens Livia. Es conocida por ser la madre de Servilia y Catón de Útica.

## Familia
Livia fue miembro de los Livios Drusos, una rama familiar de la gens Livia. Fue hija de Marco Livio Druso y hermana del tribuno de la plebe Marco Livio Druso. Estuvo casada sucesivamente con Quinto Servilio Cepión y, tras divorciarse de este, con Marco Porcio Catón. Con el primero fue madre de Servilia y Servilio Cepión y con el segundo de Catón de Útica y Porcia.